# Otites
Otites es un género de moscas de la familia Ulidiidae. Se distribuyen por todo el holártico, excepto zonas polares.

## Especies
Se reconocen las siguientes:
- Otites angustata (Loew, 1859)
- Otites anthomyina Hendel, 1911
- Otites approximata Hendel, 1911
- Otites atripes Loew, 1858
- Otites bacescui Gheorghiu, 1987
- Otites bimaculata (Hendel, 1911)
- Otites bivittata (Macquart, 1835)
- Otites bradescui Gheorghiu, 1987
- Otites caph (Loew, 1854)
- Otites centralis (Fabricius, 1805)
- Otites cinerosa Hendel, 1911
- Otites cretana Kameneva, 2012[3]
- Otites dominula (Loew, 1868)
- Otites elegans Latreille, 1805
- Otites erythrocephala (Hendel, 1911)
- Otites erythrosceles Steyskal, 1966
- Otites freidbergi Morgulis, 2015[4]
- Otites friedmani Morgulis, 2015[4]
- Otites gradualis Carles-Tolrá, 1998
- Otites grata (Loew, 1856)
- Otites guttata (Meigen, 1830)
- Otites immaculata (Róndani, 1869)
- Otites lamed (Schrank, 1781)
- Otites levigata (Loew, 1873)
- Otites maculipennis (Latreille, 1811)
- Otites michiganus Steyskal, 1966
- Otites murina (Loew, 1864)
- Otites muscescens Hendel, 1911
- Otites nebulosa (Latreille, 1811)
- Otites nox Morgulis, 2013[5]
- Otites pagolacartei Carles-Tolrá, 2016 [6]
- Otites pictipennis (Loew, 1873)
- Otites populicola (Robineau-Desvoidy, 1830)
- Otites porca (Latreille, 1804)
- Otites pyrrhocephala (Loew, 1876)
- Otites snowi (Cresson, 1924)
- Otites stigma (Hendel, 1911)
- Otites tangeriana Becker, 1913
- Otites trimaculata (Loew, 1847)
- Otites vitalyi Morgulis, 2013[5]